# IC 2169
IC 2169, nota anche come IC 447, è una grande nebulosa a riflessione visibile nella costellazione dell'Unicorno; costituisce una delle regioni centrali dell'associazione di stelle massicce nota come Monoceros R1.

## Osservazione

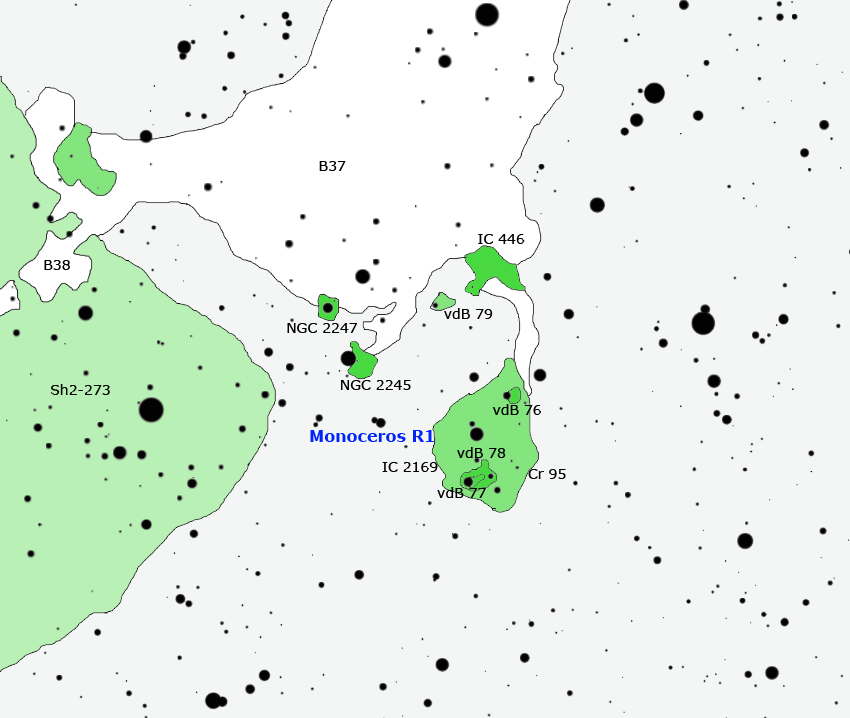
Mappa della regione di Monoceros R1.

Si individua nella parte settentrionale della costellazione, al confine con Orione e ad ovest rispetto alla Nebulosa Cono e all'ammasso dell'"Albero di Natale"; può essere osservata con un telescopio amatoriale potente munito di filtri, mentre nelle fotografie appare di grandi dimensioni. Il periodo più propizio per la sua osservazione nel cielo serale ricade nei mesi compresi fra dicembre e aprile; grazie alla sua declinazione prossima all'equatore celeste, la nube può essere osservata da tutte le aree popolate della Terra, sebbene gli osservatori posti a latitudini boreali siano leggermente più avvantaggiati.

## Caratteristiche e struttura

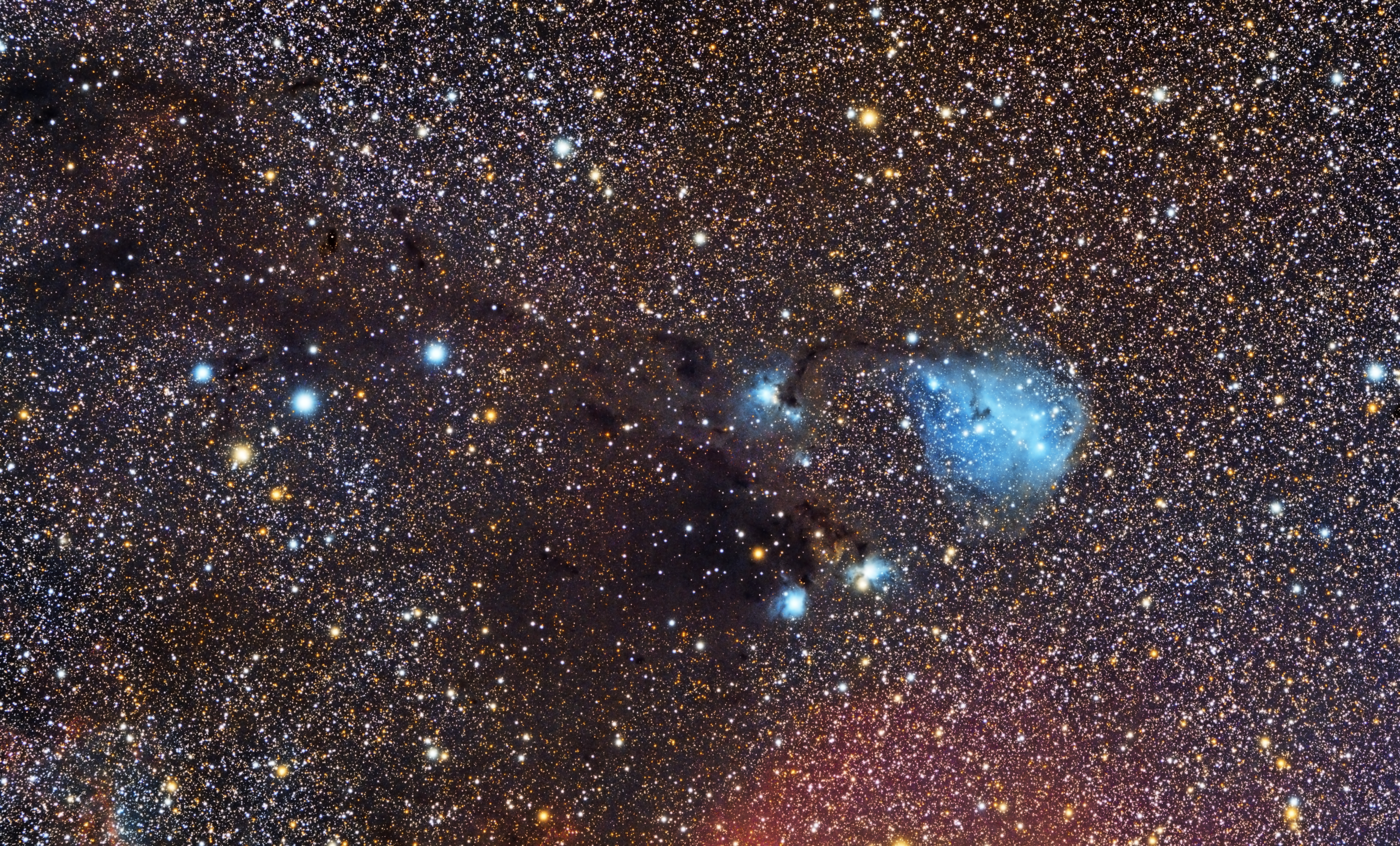
Monoceros R1, nella parte occidentale del complesso nebuloso molecolare di Monoceros OB1, con le nebulose a riflessione connesse alle stelle più brillanti.

La nube si trova al centro di Monoceros R1, un'associazione OB situata nella regione del Complesso nebuloso molecolare di Monoceros OB1, assieme all'associazione Monoceros OB1 e ad altre nebulose vicine; una regione oscura si estende a nord del complesso. La distanza della regione è stimata sui 760 parsec (2480 anni luce), sul bordo esterno del Braccio di Orione, vicino alla zona interbraccio fra questo e il Braccio di Perseo; l'associazione Monoceros R1 conta alcune stelle azzurre di classe spettrale B e circa 7.000 M⊙ di nubi di gas e polveri. La nube più massiccia è IC 2169, la quale contiene diversi membri brillanti dell'associazione; questa nube possiede una forma ad anello ed è dinamicamente separata rispetto al complesso nebuloso più prossimo a Monoceros OB1, di cui fa parte la Nebulosa Cono. Questa struttura a bolla è stata probabilmente causata dal vento stellare delle stelle più massicce, che ha generato una bolla in espansione in cui il mezzo interstellare è più rarefatto; in alternativa, la bolla potrebbe essere stata causata dall'esplosione di una supernova.
All'interno della nube sono presenti alcuni addensamenti più luminosi, visibili in particolare nella banda del CO, che corrispondono a delle piccole nebulose a riflessione catalogate distintamente nel Catalogo van den Bergh. La stella HD 31038 è la principale responsabile dell'illuminazione di vdB 76, posta sul bordo nordoccidentale di IC 2169; si tratta di una stella doppia in cui la primaria è una stella azzurra di classe B di magnitudine 9,33 e la secondaria è una stella bianco-gialla di classe F, di magnitudine 10,71.
vdB 77 è una piccola nebulosa sovrapposta alla più ampia vdB 78; entrambe si trovano sul bordo sudorientale di IC 2169 e sono illuminate dalla stella HD 258853 e da quelle ad essa vicine. HD 258853 è una stella azzurra di classe B3 e di magnitudine 8,83, una delle più luminose della regione.